# Boris Borissowitsch Wenkow
Boris Borissowitsch Wenkow (russisch Борис Борисович Венков, englische Transkription Boris Borisovich Venkov; * 15. November 1934; † 10. November 2011) war ein russischer Mathematiker, der sich mit Gittern, sphärischen Designs und Modulformen befasste.

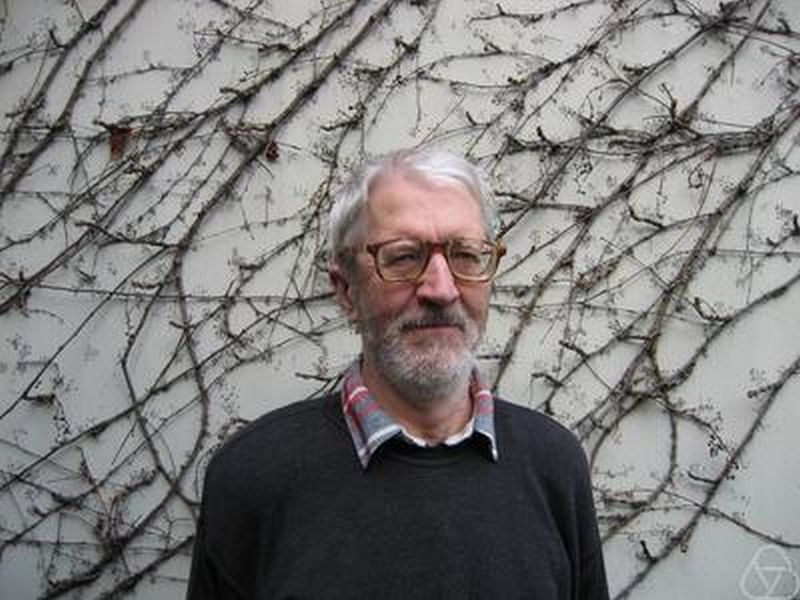
Boris Venkov, Oberwolfach 2005

Wenkow war der Sohn des Mathematik-Professors in Leningrad Boris Alexejewitsch Wenkow. Er studierte an der Staatlichen Universität Leningrad und wurde dort bei Dmitri Konstantinowitsch Faddejew promoviert.  Er war am Steklow-Institut in Sankt Petersburg, nahm aber viele Gastprofessuren wahr. Unter anderem war er Gastprofessor in Aachen (1994, und ab 1996), Bonn (1989), Cambridge (1989), Genf (1992 und regelmäßig jedes Jahr seit 1997), Lyon (1993), Paris (1994), Berlin (1995/96), Grenoble (1995, 1998), Fukuoka (2002), Bordeaux (1997), Kyoto (2006), der Autonomen Universität von Mexiko, der Universität von Havana und am Tata Institut in Bombay.
Er veröffentlichte unter anderem mit Gabriele Nebe und Helmut Koch.
1963 erhielt er den Preis der Leningrader Mathematischen Gesellschaft.